# Newell’s Old Boys
A Club Atlético Newell's Old Boys egy argentin labdarúgóklub, melynek székhelye Rosario városában található. A klubot 1903-ban alapították. Jelenleg az első osztályban szerepel.
Hazai mérkőzéseit az Estadio Marcelo Bielsaban játssza. A klub hivatalos színei: vörös-fekete.

## Sikerek
Liga Profesional
- Bajnok (6): 1974 Metropolitano, 1987–88, 1990–91, 1992 Clausura, 2004 Apertura, 2013 Final

Copa de Competencia Jockey Club
- Döntős (2): 1909, 1914

Copa de Honor Municipalidad de Buenos Aires
- Győztes (1): 1911
- Döntős (1): 1912

Copa Ibarguren
- Győztes (1): 1921
- Döntős (4): 1913, 1918, 1922, 1941

Copa General Pedro Ramírez
- Döntős (1): 1944

Copa Adrián C. Escobar
- Győztes (1): 1949

Copa de Honor Cousenier
- Döntős (1): 1911

Copa Libertadores döntős (2)1988, 1992

## A klub ismert játékosai
- Roberto Sensini
- Éver Banega
- Cristian Ansaldi
- Gabriel Batistuta
- Lionel Messi
- Walter Samuel
- Diego Maradona
- Gabriel Heinze
- Jorge Valdano
- Ezequiel Garay
- Maxi Rodríguez
- Mauricio Pochettino
- Óscar Cardozo
- David Trezeguet
- Lisandro Martínez